# Konekham Inthammavong
Konekham Inthammavong (Vientiane, 10 luglio 1992) è un ex calciatore laotiano, di ruolo centrocampista.

## Carriera

### Club
Gioca dal 2010 al 2011 nel Bank of Laos. Nel 2014 firma un contratto per il Lao Toyota.

### Nazionale
Debutta in nazionale il 22 ottobre 2010, in Laos-Cambogia. Segna la sua prima rete con la maglia della nazionale il 26 ottobre 2010, in Laos-Timor Est. Viene spesso impiegato come terzino destro. Ha collezionato in totale, con la nazionale, 11 presenze e 2 reti.